# Тимьян алатавский
Тимьян алатавский (лат. Thymus alatauensis) — вид полукустарников из рода Тимьян семейства Яснотковые.
Встречается в Западной Сибири, описан из Кузнецкого Алатау. Произрастает на скалах, каменистых склонах, иногда в сосновых борах и на песке.

## Биологическое описание
Стебель тонкий (1—1,5 мм), от которого отходят стелющиеся побеги и заканчивается бесплодным побегом. Цветоносные ветви приподнимающиеся, опушенные.
Листья от широкояйцевидных до яйцевидно-треугольных, черешковые. Низовые листья продолговато-яйцевидные, короткочерешковые, длиной 3—4 мм, шириной 1—1,5 мм; стеблевые — длиной 5—14 мм, шириной 2,5—8 мм, черешковые.
Соцветие головчатое, часто разветвлённое, цветоносы длиной 1,5—4 мм. Чашечка узкоколокольчатая, длиной 4—4,5 мм, снизу коротковолосистая, сверху голая. Венчик лиловый, неяркий, длиной 6—7 мм.
Плоды — орешки, коротко эллипсоидальные, чёрно-бурые, длиной 0,8 мм.

## Классификация

### Таксономия
|  |                                      |  |                                                             |                                                             |                      |  | ещё 21 семейство (согласно Системе APG II) | ещё 21 семейство (согласно Системе APG II) |                           |  |  |  | еще 81 род    | еще 81 род            |  |  |
|  |                                      |  |                                                             |                                                             |                      |  | ещё 21 семейство (согласно Системе APG II) | ещё 21 семейство (согласно Системе APG II) |                           |  |  |  | еще 81 род    | еще 81 род            |  |  |
|  |                                      |  |                                                             | порядок Ясноткоцветные                                      |                      |  |                                            |                                            | подсемейство Котовниковые |  |  |  |               | вид Тимьян алатавский |  |  |
|  |                                      |  |                                                             | порядок Ясноткоцветные                                      |                      |  |                                            |                                            | подсемейство Котовниковые |  |  |  |               | вид Тимьян алатавский |  |  |
|  | отдел Цветковые, или Покрытосеменные |  |                                                             |                                                             | семейство Яснотковые |  |                                            |                                            | род Тимьян                |  |  |  |               |                       |  |  |
|  | отдел Цветковые, или Покрытосеменные |  |                                                             |                                                             |                      |  |                                            |                                            |                           |  |  |  |               |                       |  |  |
|  |                                      |  | ещё 44 порядка цветковых растений (согласно Системе APG II) | ещё 44 порядка цветковых растений (согласно Системе APG II) |                      |  |                                            | еще 7 подсемейств                          | еще 7 подсемейств         |  |  |  | ещё 213 видов |                       |  |  |
|  |                                      |  |                                                             | ещё 44 порядка цветковых растений (согласно Системе APG II) |                      |  |                                            |                                            | еще 7 подсемейств         |  |  |  |               |                       |  |  |